# Bandera de Cangas de Onís
La bandera de Cangas de Onís (Asturias) es rectangular. Lleva su escudo sobre un paño verde.
- Datos: Q8241629